# Panaqolus albomaculatus
Panaqolus albomaculatus är en fiskart som först beskrevs av Kanazawa, 1958.  Panaqolus albomaculatus ingår i släktet Panaqolus och familjen Loricariidae. Inga underarter finns listade i Catalogue of Life.